# ロベール・リナン
ロベール・リナン (仏: Robert Lynen、1920年5月24日 - 1944年4月1日) は、フランスの男優。名子役として活躍したが、成年後にレジスタンス運動に身を投じ、ナチスにより処刑された。

## 経歴

### 出生、子役として
ロベール・リナンは父親が画家、母親が歌手でピアニストという芸術家一家に生まれ、両親が動物を飼育していたジュラ県の農場で幼少期を過ごした。 1923年に家族はパリに移り、父親は製図工となった。
ロベールはエコール・デュ・スペクタクル在学中にジュリアン・デュヴィヴィエによって12歳でスカウトされ、映画『にんじん』の主役に抜擢された。ロベールはこの作品の成功によってフランス映画の子役スターとなり、1934年、エクトール・アンリ・マロ作の『家なき子』でレミの役を演じ、1937年にはロバート・シオドマク監督の『モレナール』、レオポール・シモン監督の『詐欺師』に出演。1938年、モーリス・クローシュ監督の『人生は美しい』に出演、アルフォンス・ドーデ作の『 小さなこと』では主役を演じ、『プリンスの教育』でルイ・ジューヴェと共演した。

### レジスタンス活動と死
1940年、20歳のロベールはウィリー・ロジェ監督の『エスポア』に出演したのちレジスタンス運動に加わり、ヴィシー政権のユースキャンプに向かった。1941年、ロベールは劇場巡演のかたわら、ジャン＝ポール・ポーラン監督の映画『Cap au large』に出演。これが彼の最後の映画作品となった。
ロベールは、トゥーロンの幹部によってレゾー同盟に採用され、「L'Aiglon」（レグロン、フランス語で若鷲の意味）のコード・ネームでブリュッセルのドイツ本部に関する間諜を担当するが、1943年2月7日、ナチスに買収されたフランス人将校の密告によりフォンクルーズ城でカシスのゲシュタポにより逮捕され、マルセイユのサン＝ピエール通りにある刑務所で尋問・拷問を受けた。
ロベールの身柄はドイツのフライブルクに移され、2度の拷問を受け食事も与えられず、12月15日にロベールは他の10名の仲間とともに軍事裁判にかけられ、スパイ容疑で死刑を宣告され、カールスルーエ近郊のブルッフザール要塞に収容された。数か月の拘留で2度の脱獄を試みたが失敗、帝国軍事法廷によって再び死刑判決を受けた。
1944年4月1日、ロベールはカールスルーエのハードトワルドの森にあるドイツ国防軍の射撃場で、レジスタンスの13名のメンバーとともに処刑され、ラ・マルセイエーズを歌って死んだ。
戦後、集団墓地に埋葬されていたロベールとその仲間の遺体は、1947年にフランスに送還された。オテル・デ・ザンヴァリッドで彼らを讃える式典が行なわれ、ロベールにクロワ・ド・ゲール勲章が授与された。現在、ロベールはジャンティイ墓地の軍事広場に埋葬されている。

## 映画出演

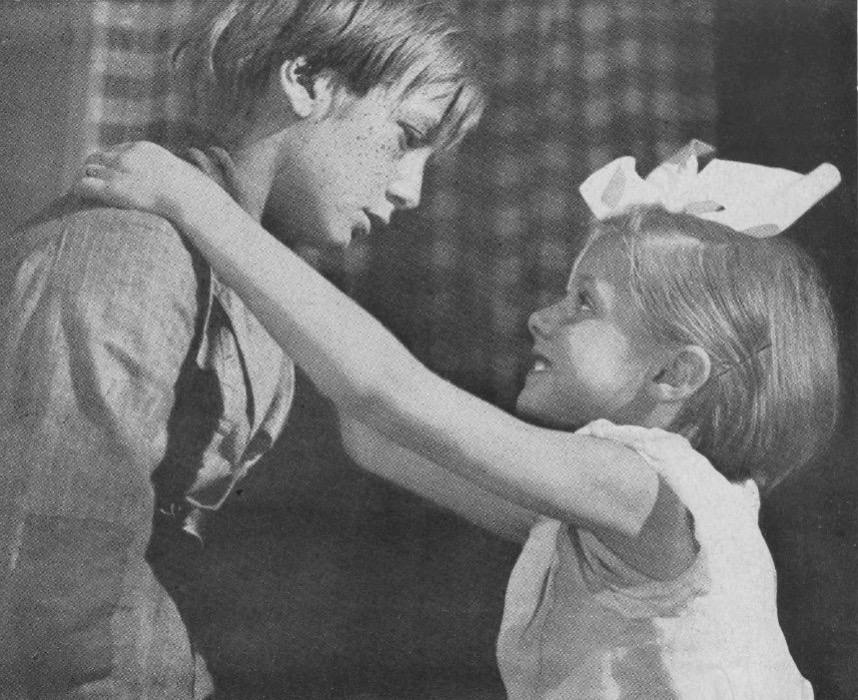
『にんじん』（1932年）

※年号は本国での公開年、邦題は日本公開時のもの、()は役名
- 1932年 -『にんじん』（にんじん）
- 1933年 -『Le Petit Roi』（ミシェル8世）
- 1934年 -『家なき兒』（レミ）
- 1936年 -『我等の仲間』（ルネ）
- 1937年 -『Le Fraudeur』（テオ）
- 1937年 -『L'Homme du jour』（ミロ）
- 1937年 -『舞踏会の手帖』（ジャック）
- 1938年 -『La vie est magnifique （アラン）
- 1938年 -『Mollenard』（ジャン）
- 1938年 -『Le Petit Chose』（ダニエル）
- 1938年 -『Éducation de prince』（サッシャ王子）
- 1941年 -『Espoirs』（ピエール）
- 1942年 -『Cap au large』（ジズー）

## 舞台出演
- 1938年 -『Juliette』 - Jean Bassan, mise en scène Paulette Pax, Théâtre de l'Œuvre

## 顕彰・引用

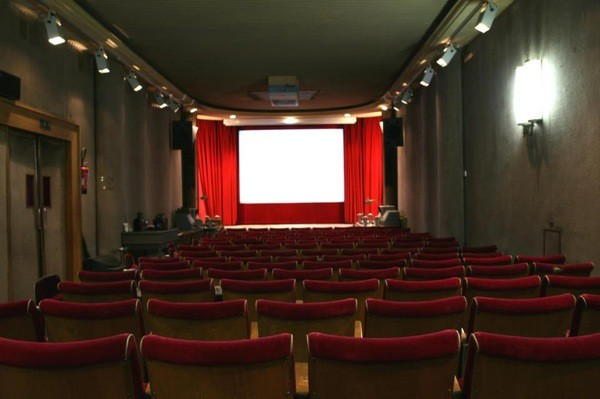
シネマテーク・ロベール・リナン（2016年撮影）

- 1948年1月10日、ロベールの未亡人のためにフォーリー＝ワグラム劇場で募金運動が始まる[5]。
- 1967年2月3日、劇場「シネマテーク・ド・ラ・ヴィル・ド・パリ」は彼の栄誉をたたえて「シネマテーク・ロベール・リナン」と改称した。
- ジョルジュ・ペレックは自著「ぼくは思い出す」に収められた480の回想の第250番目でロベールに触れ、「1943年に逮捕され、1944年に撮影され、彼は戦争のために死ななかった」と記した。
- アンリ・トロワイヤは小説「ほの明かり」でロベールの生涯に触れ、とくに彼の父親の自殺に触発されている[6]。